# Kangarosa
Kangarosa es un género de arañas araneomorfas de la familia Lycosidae. Se encuentra en Australia.

## Lista de especies
Según The World Spider Catalog 12.0:
- Kangarosa alboguttulata (L. Koch, 1878
- Kangarosa focarius Framenau, 2010
- Kangarosa ludwigi Framenau, 2010
- Kangarosa nothofagus Framenau, 2010
- Kangarosa ossea Framenau, 2010
- Kangarosa pandura Framenau, 2010
- Kangarosa properipes (Simon, 1909
- Kangarosa tasmaniensis Framenau, 2010
- Kangarosa tristicula (L. Koch, 1877
- Kangarosa yannicki Framenau, 2010